# 캡틴 필립스
캡틴 필립스(Captain Phillips)는 폴 그린그래스이 감독을 맡고, 톰 행크스와 바카드 압디가 출연한 2013년에 개봉한 미국의 스릴러 영화이다. 이 영화는 선박회사 선장인 리처드 필립스가 압두왈리 무세가 이끄는 인도양 해상의 해적들에게 인질로 잡혔던 사건인 2009년에 발생한 머스크 앨라배마 납치 사건의 실제 이야기에서 영감을 받았다.
각본을 쓴 빌 레이는 리처드 필립스와 스티븐 탈티가 함께 쓴 2010년에 출판한 《A Captain's Duty: Somali Pirates, Navy SEALs, and Dangerous Days at Sea》를 바탕으로 썼다. 스콧 루딘, 다나 브루네티, 마이클 데루카가 영화 제작에 참여하였다. 영화는 제작비 5500만 달러를 들여, 2억 1880만 달러의 수익을 올려 박스 오피스에서 성공을 거뒀다. 2014년, 《캡틴 필립스》는 아카데미 시상식에서 작품상과 압디의 남우조연상등 총 6개 부문 후보에 올랐으나, 어떠한 상도 수상하지는 못했다.

## 줄거리
영화 '캡틴 필립스'는 2009년 발생한 머스크 앨라배마호 피랍 사건을 바탕으로 한 실화 스릴러 영화다. 주인공 리처드 필립스 선장은 오만에서 케냐로 향하던 화물선 머스크 앨라배마호의 선장으로, 아프리카 해안에서 해적 활동을 경계하며 보안 조치를 강화한다. 훈련 중 필립스는 해적들이 두 척의 소형 보트로 접근하는 것을 발견하고 도움을 요청한다. 필립스는 해적들이 무선 통신을 듣고 있다는 것을 알고 허위로 해군 함정에 지원을 요청하는 척 한다. 그 결과 해적 중 한 팀은 되돌아가지만, 압두왈리 무세가 이끄는 4명의 해적은 엔진 고장으로 인해 선박을 따라잡지 못한다.
다음 날, 엔진을 수리한 무세의 팀은 다시 나타나고, 필립스와 선원들의 저항에도 불구하고 배에 침입한다. 필립스는 해적들에게 배의 금고에 있는 3만 달러를 제시하지만, 해적들은 선박과 선원들을 인질로 잡아 더 큰 몸값을 요구한다. 선원들은 기관실에 숨고, 해적들을 속이기 위해 복도에 깨진 유리 조각을 뿌려 놓는다. 선원들은 무세를 생포하고, 다른 해적들과 함께 구명정에 태워 보내려고 하지만, 무세의 부하인 나지가 필립스를 함께 태우지 않으면 구명정에 타지 않겠다고 협박한다.
결국 다섯 명이 구명정에 타고 소말리아로 향하게 되고, 그 과정에서 해적들 사이의 긴장이 고조된다. 해적들이 환각제인 카트를 다 써가고 모선과의 연락이 끊기자, 미 해군 구축함 베인브리지가 접근한다. 베인브리지 함장 프랭크 카스텔라노는 해적들이 소말리아 해안에 도달하는 것을 막으라는 명령을 받고, 협상 시도에도 불구하고 무세는 항복을 거부한다. 해군 특수부대 DEVGRU 팀이 투입되고, 필립스는 탈출을 시도하다 붙잡혀 나지에게 구타당한다.
세 명의 저격수가 투입되고, 베인브리지 함은 구명정을 예인한다. 무세는 협상을 위해 베인브리지에 탑승하지만, 필립스는 구명정에서 죽을 수도 있다는 생각에 작별 편지를 쓰고, 나지는 그 편지를 빼앗는다. 필립스가 저항하자 나지는 필립스를 구타하고, 세 명의 저격수는 틈을 타 동시에 세 명의 해적을 사살한다. 무세는 체포되고, 필립스는 구조되어 치료를 받는다. 충격과 눈물 속에서 필립스는 구조팀에게 감사를 표한다.

## 배역
- 톰 행크스 - 리처드 필립스 선장 (Richard Phillips)
- 바카드 압디 - 압두왈리 무세 (Abduwali Muse)
- 바카드 압디라만 - 아단 비랄 (Adan Bilal)
- 파이살 아메드 - 누르 나지 (Nour Najee)
- 마하트 M. 알리 - 왈리드 엘미 (Walid Elmi)
- 캐서린 키너 - 앤드리아 필립스 (Andrea Phillips)

## 같이 보기
- 생존 영화